# Skogstjärnen (Älekulla socken, Västergötland)
Skogstjärnen är en sjö i Marks kommun i Västergötland och ingår i Ätrans huvudavrinningsområde.